# Condado de Comanche (Kansas)
El condado de Comanche (en inglés: Comanche County) es un condado en el estado estadounidense de Kansas. En el censo de 2000 el condado tenía una población de 1.967 habitantes. La sede de condado es Coldwater. El condado fue fundado el 26 de febrero de 1867 y fue nombrado en honor a los indios comanche.

## Geografía
Según la Oficina del Censo, el condado tiene un área total de 2.045 km² (790 sq mi), de la cual 2.042 km² (789 sq mi) es tierra y 3 km² (1 sq mi) (0,18%) es agua.

### Condados adyacentes
- Condado de Kiowa (norte)
- Condado de Barber (este)
- Condaod de Woods, Oklahoma (sur)
- Condado de Harper, Oklahoma (suroeste)
- Condado de Clark (oeste)

## Demografía
En el  censo de 2000, hubo 1.967 personas, 872 hogares y 540 familias residiendo en el condado. La densidad poblacional era de 2,5 personas por milla cuadrada (1,0/km²). En el 2000 había 1.088 unidades habitacionales en una densidad de 1,4 por milla cuadrada (0,5/km²). La demografía del condado era de 97,97% blancos, 0,05% afroamericanos, 0,25% amerindios, 0,05% asiáticos, 0,20% isleños del Pacífico, 0,61% de otras razas y 0,86% de dos o más razas. 1,78% de la población era de origen hispano o latino de cualquier raza. 
La renta promedio para un hogar del condado era de $29.415 y el ingreso promedio para una familia era de $36.790. En 2000 los hombres tenían un ingreso medio de $24.844 versus $18.221 para las mujeres. La renta per cápita para el condado era de $17.037 y el 10,20% de la población estaba bajo el umbral de pobreza nacional.

## Ciudades y pueblos
- Buttermilk
- Coldwater
- Protection
- Wilmore